# New Orleans Saints 1978
La stagione 1977 dei New Orleans Saints è stata la 12ª della franchigia nella National Football League. La squadra terminò con 7 vittorie e 9 sconfitte, al terzo posto della propria division, mancando i playoff per il 12º anno consecutivo. Il quarterback Archie Manning giocò una delle sue migliori stagioni, venendo premiato come giocatore dell'anno della NFC.

## Roster
| Roster dei New Orleans Saints nel 1978 |
| --- |
| Quarterback - 8 Archie Manning Running Back - 34 Tony Galbreath FB - 42 Chuck Muncie - 33 Mike Strachan Wide Receiver - 89 Wes Chandler - 82 Ike Harris - 83 Tinker Owens - 84 Rich Mauti Tight End - 85 Henry Childs - 87 Larry Hardy Offensive Linemen - 62 John Hill C - 64 Dave Lafary G - 70 Mark Meseroll T - 76 Don Morrison T - 71 J.T. Taylor T - 65 Robert Woods T - 79 Emanuel Zanders G Defensive Linemen - 73 Joe Campbell DE - 72 Mike Fultz DT - 78 Elois Grooms DE - 74 Derland Moore DT - 75 Elex Price DT Linebacker - 51 Ron Crosby - 58 Joe Federspiel - 54 Pat Hughes - 53 Rick Kingrea - 57 Jim Merlo - 52 Skip Vanderbundt Defensive Back - 24 Clarence Chapman CB - 37 Tom Myers FS - 48 Don Schwartz - 29 Mo Spencer CB Special Team - 16 Tom Blanchard P - 10 Tom Jurich K |
| Legenda - I rookie sono in corsivo. - Il primo ruolo è il principale mentre gli eventuali successivi indicano i ruoli secondari. - (IR) sta per Injured Reserve ed indica la lista ristretta per un solo giocatore infortunato che può tornare ad allenarsi dopo la settimana 6 e a rientrare in prima squadra dopo che questa ha giocato 8 partite. - (NF-Inj.) / (NF-Ill.) stanno rispettivamente per Non-Football Injured e Non-Football Illness ed indicano le liste dove viene inserito un giocatore che ha un infortunio o una malattia non dipendente dal football americano. - (PUP) sta per Physically Unable to Perform ed indica la lista dove viene inserito un giocatore mentre è in attesa di recuperare la condizione fisica. Nella stagione regolare dopo la sesta partita giocata dalla propria squadra, il giocatore ha tempo tre settimane per riprendere ad allenarsi, più tre settimane aggiuntive dal suo rientro agli allenamenti per rientrare in prima squadra. |

## Calendario
| Stagione regolare |                         |           |
| Turno             | Avversario              | Risultato |
| 1                 | Minnesota Vikings       | V 31–24   |
| 2                 | at Green Bay Packers    | S 28–17   |
| 3                 | Philadelphia Eagles     | S 24–17   |
| 4                 | at Cincinnati Bengals   | V 20–18   |
| 5                 | Los Angeles Rams        | S 26–20   |
| 6                 | Cleveland Browns        | S 24–16   |
| 7                 | at San Francisco 49ers  | V 14–7    |
| 8                 | at Los Angeles Rams     | V 10–3    |
| 9                 | New York Giants         | V 28–17   |
| 10                | at Pittsburgh Steelers  | S 20–14   |
| 11                | Atlanta Falcons         | S 20–17   |
| 12                | at Dallas Cowboys       | S 27–7    |
| 13                | at Atlanta Falcons      | S 20–17   |
| 14                | San Francisco 49ers     | V 24–13   |
| 15                | Houston Oilers          | S 17–12   |
| 16                | at Tampa Bay Buccaneers | V 17–10   |

## Classifiche
| NFC West            |    |    |   |      |     |      |     |     |     |
|                     | V  | S  | P | %    | DIV | CONF | PF  | PS  | STR |
| Los Angeles Rams(1) | 12 | 4  | 0 | .750 | 4–2 | 10–2 | 316 | 245 | V1  |
| Atlanta Falcons(4)  | 9  | 7  | 0 | .563 | 5–1 | 8–4  | 240 | 290 | S1  |
| New Orleans Saints  | 7  | 9  | 0 | .438 | 3–3 | 6–6  | 281 | 298 | V1  |
| San Francisco 49ers | 2  | 14 | 0 | .125 | 0–6 | 1–11 | 219 | 350 | S1  |